# Karlovec Ludbreški
Karlovec Ludbreški is een plaats in de gemeente Sveti Đurđ in de Kroatische provincie Varaždin. De plaats telt 607 inwoners (2001).